# Paucourt
Paucourt is een gemeente in het Franse departement Loiret (regio Centre-Val de Loire). De plaats maakt deel uit van het arrondissement Montargis. Paucourt telde op 1 januari 2022 920 inwoners.

## Geografie
De oppervlakte van Paucourt bedroeg op 1 januari 2022 20,2 vierkante kilometer; de bevolkingsdichtheid was toen 45,5 inwoners per km².

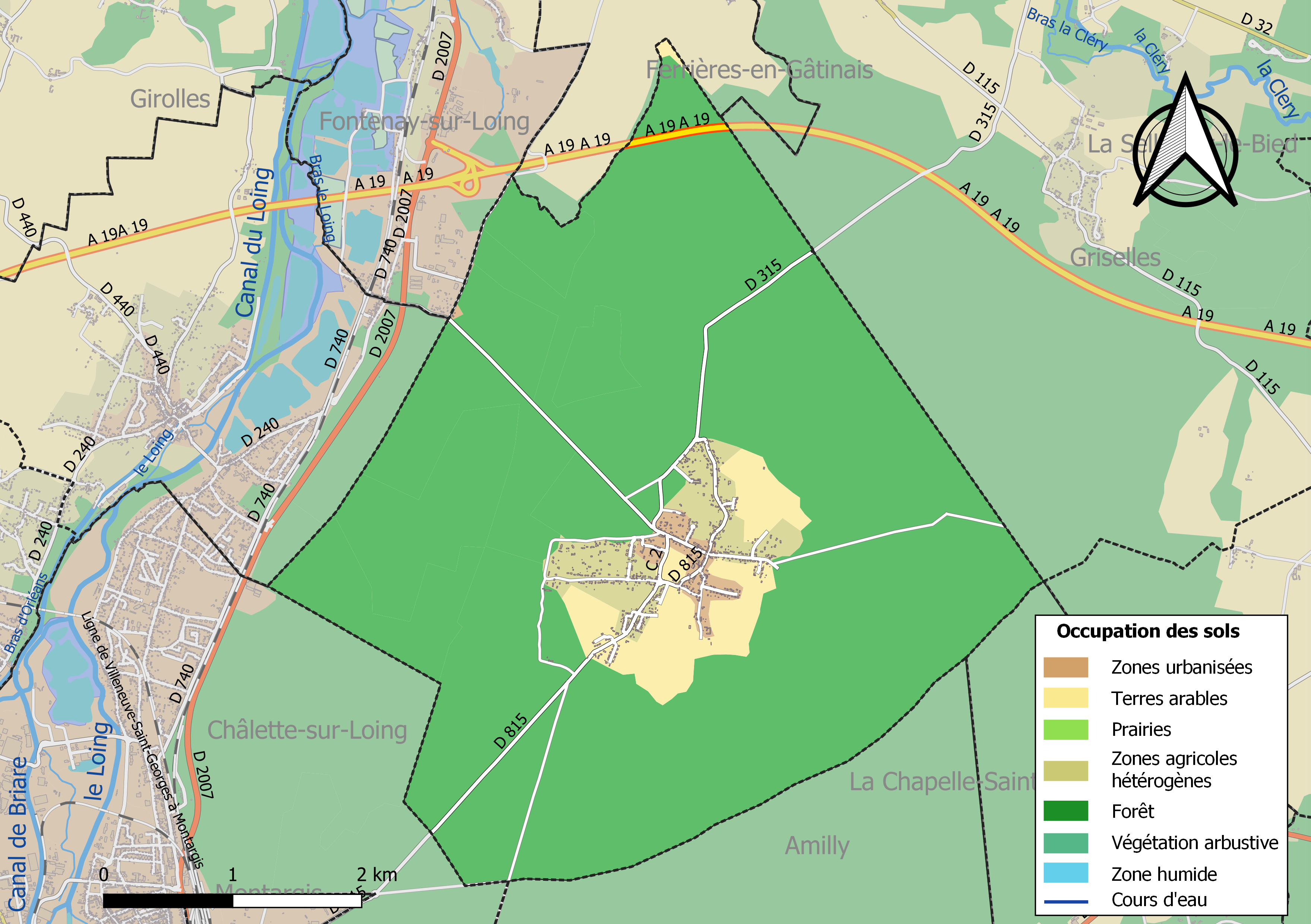
Kaart van de gemeente met de belangrijkste infrastructuur, bodemgebruik en omliggende gemeenten

## Demografie
Onderstaande figuur toont het verloop van het inwonertal (bron: INSEE-tellingen).